# Nhật thực trên sao Thiên Vương

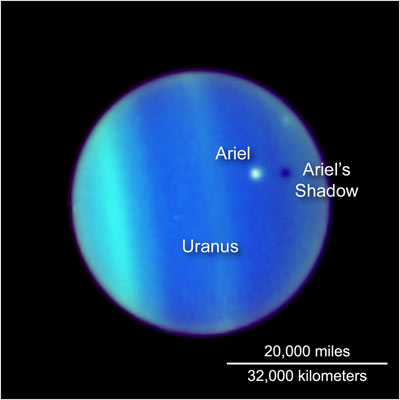
Hình ảnh HST từ ngày 26 tháng 7 năm 2006 của Ariel đi qua Sao Thiên Vương, hoàn chỉnh với bóng tối

Nhật thực trên sao Thiên Vương xảy ra khi bất kỳ vệ tinh tự nhiên nào của sao Thiên vương đi qua vùng phía trước của Mặt trời khi nhìn thấy từ sao Thiên vương. Hiện tượng Nhật thực chỉ có thể xảy ra ở gần mặt phẳng vòng qua mặt trời của sao Thiên Vương (Điểm phân), xảy ra khoảng 42 năm một lần, với lần xảy ra cuối cùng là vào năm 2007/2008.
Đối với các vật thể có đường kính góc nhỏ hơn Mặt trời, thuật ngữ thích hợp để miêu tả hiện tượng là quá cảnh và đối với các vật thể lớn hơn đường kính góc của Mặt trời, thuật ngữ thích hợp để miêu tả hiện tượng là che khuất.
Mười hai vệ tinh của Thiên vương tinh Cressida, Desdemona, Juliet, Portia, Rosalind, Belinda, Puck, Miranda, Ariel, Umbriel, Titania và Oberon Nottare có kích thước đủ lớn và gần đủ để có thể che khuất Mặt trời.
Tất cả các vệ tinh khác của Sao Thiên Vương quá nhỏ hoặc quá xa để có thể tạo ra một vùng bóng tối.
Ở khoảng cách từ Mặt trời, đường kính góc của Mặt trời bị giảm xuống thành một đĩa nhỏ khoảng 2 phút cung. Đường kính góc của các mặt trăng đủ lớn để che khuất hoàn toàn mặt trời là: Cressida, 6-8'; Desdemona, 6-7'; Juliet, 10-12 '; Portia, 9-13'; Rosalind, 4-5'; Belinda, 6-8'; Puck, 6-8'; Miranda, 10-15'; Ariel, 20-23'; Umbriel, 15-17'; Titania, 11-13'; Oberon, 8-9'.